# Bisfenol A
Bisfenol A (BPA) je organsko jedinjenje, koje sadrži 15 atoma ugljenika i ima molekulsku masu od 228,286 . Ima hemijsku formulu (CH3)2C(C6H4OH)2, i pripada grupi Difenilmetanovih derivata. U pitanju je bezbojna čvrsta supstanca koja se dobro rastvara u organskim rastvaračima, a slabo u vodi. U komercijalnoj upotrebi je od 1957. godine.
BPA se koristi u proizvodnji pojedinih Plastika i epoksi smola. BPA plastika je providna i tvrda, i od nje se pravi čitav niz svakodnevnih proizvoda, uključujući tu i flašice za vodu, sportsku opremu, CD-ove i DVD-jeve. Epoksi smole koje sadrže BPA se koriste kao premazi cevi za vodu, mnogih konzervi hrane i pića i u proizvodnji termalnog papira koji se koristi za štampanje fiskalnih računa.
Pokazalo se da BPA ima svojstva hormona usled čega se javila zabrinutost oko bezbednosti njegove upotrebe u nekim proizvodima, posebno onima koji su u kontaktu sa hranom. Od 2008., neke vlade su ispitivale njegovu bezbednost, što je izazvalo da prodavci povuku proizvode koji sadrže polikarbonate. Američka organizacija za nadzor hrane i lekova, FDA je povukla autorizaciju upotrebe BPA u flašicama za bebe, pakovanjima bebi hrane, ali je ta odluka bazirana na činjenici da su ljudi prestali da kupuju ovakve proizvode umesto iz razloga bezbednosti. Evropska unija i Kanada su zabranile upotrebu BPA u flašicama za bebe. U srbiji ne postoji slična zabrana.
Izveštaj američke FDA iz 2010. (FDA) identifikovao je moguće opasnosti BPA predstavlja za fetuse, bebe i malu decu. Uprkos tome, ocena FDA iz Marta 2013 je da je BPA bezbedan u malim količinama u kojima se javlja u nekim hranama. Jula 2014-e, FDA je preformulisala svoju ocenu o bezbednosti BPA u kontaktu sa namirnicama u: "BPA je bezbedan u količini u kojoj se javlja u namirnicama" na osnovu detaljnog istraživanja, uključujući dve dodatne studije koje je agencija objavila tokom 2014. EFSA (Evropska organizacija za bezbednost hrane) preispitivala je nova istraživanja BPA 2008., 2009., 2010., 2011. i 2015. i zaključila da ih "ništa ne navodi da zaključe da su nivoi BPA u hrani kakvi su trenutno, opasni"; ipak, EFSA prepoznaje neke nedoslednosti, i namerava da nastavi da istražuje BPA.

## Osobine
| Osobina                  | Vrednost |
| ------------------------ | -------- |
| Broj akceptora vodonika  | 2        |
| Broj donora vodonika     | 2        |
| Broj rotacionih veza     | 2        |
| Particioni koeficijent ( | 3,8      |
| Rastvorljivost (logS, log(mol/L))       | -4,2     |
| Polarna površina (PSA, Å2)  | 40,5     |

## Proizvodnja
U svetu se 1980-ih proizvodio 1 milion tona BPA, a već 2009 preko 2,2 miliona tona. što je čini jednom od najproizvođenijih hemikalija. 2003-e, samo amerika je trošila 856,000 tona, od čega su 72% korišćene u proizvodnji polikarbonatne plastike, a 21% za proizvodnju epoksi smola. U Americi se manje od 5% stavlja u kontakt sa hranom, ali je i dalje u upotrebi kod konzervirane hrane i štampanja računa.
Bisfenol A je prvi sintetizovao Ruski hemičar A.P. Dianin 1891-e. Sintetizuje se kondenzacijom acetona (otuda sufiks A u imenu) sa dva ekvivalenta Fenola. Reakcija je katalizovana jakom kiselinom, npr hlorovodoničnom (HCl) ili pak smolom sulfonovanog polistirena. U industriji, fenol se dodaje u velikom višku kako bi se osiguralo da se postigne potpuna kondenzacija; proizvodi kumenske reakcije (aceton i fenol) se takođe mogu koristiti kao polazne sirovine:
Veliki broj ketona prati analognu reakciju. Komercijalna proizvodnja BPA zahteva prečišćavanje, bilo extrakcijom BPA od nus produkata pod Vakuumom ili extrakcijom pomoću dodatnog fenola kao rastvarača, i potom destilacijom.

## Upotreba
Bisfenol A se mahom koristi u proizvodnji plastike, i proizvodi od takve plastike su u komercijalnoj upotrebi od 1957. Najmanje 3,6 miliona tona BPA se koristi u proizvodnji godišnje. BPA predstavlja glavni monomer u proizvodnji epoksi smola. i u najčešćim tipovima polikarbonatne plastike (Ova plastika nosi oznaku "7" i ne predstavlja jedan određeni polimer kao ostali brojevi, ovde spadaju sve "ostale" plastike).
Bisfenol A i fozgen reaguju dajući polikarbonate u dvofaznom sistemu; hlorovodonična kiselina se izdvaja pomoću rastvora baze:
Difenil karbonat se može koristiti umesto fozgena. Tada se fenol se izdvaja umesto hlorovodonične kiseline. Ova Transesterifikacija je pogodna jer obilazu upotrebu toksičnog fozgena.
Polikarbonatna plastika, koja je providna i skoro nesalomiva, se koristi za proizvodnju brojnih svakodnevnih proizvoda, uključujući tu i flašice za bebe ili vodu, sportsku opremu, medicinska i dentalna pomagala, plombe za zube, punioce, CD-ove i DVD-ijeve, kućnu elektroniku, stakla za naočari, kao i za oblaganje cevi za vodu.
BPA se takođe koristi i u sintezi polisulfona i polietara ketona, kao antioksidans u nekim sredstvima za plastificiranje, i kao inhibitor polimerizacije kod PVC-a. Epoksi smole sadrže bisfenol A i koriste se kao premaz u skoro svim konzervama hrane i pića; međutim, s porastom zabrinutosti oko uticaja BPA na zdravlje, u Japanu su epoksi premazi skoro u potpunosti zamenjeni PET-filmovima. Bisfenol A je takođe prekursor tetrabrombisfenola A koji služi kao suzbijač plamena, a ranije se koristio kao fungicid.
Bisfenol A je popularan kao "razvijač boje" u indigo papiru bez ugljenika, kao i u POS terminal slipovima. 
U termalnom papiru, BPA je prisutan u slobodnom stanju (nije polimerizovan), što ga čini opasnijim jer se lakše resorbuje od polimerizovanog BPA iz ostalih izvora. Rukovanjem termalnim papirom, BPA se prenosi na kožu, i postoje strepnje da se tako može i progutati. Dalje, neke studije sugerišu da dolazi do apsorpcije kroz kožu u izvesnoj meri. Evropski podaci pokazuju da prisustvo BPA u termalnom papiu dovodi do toga da on ulazi kroz proces reciklaže i u druge papirne proizvode, pa čak i u zemljište oko đubrišta. Nema precizne procene o količini BPA koji se koristi u termalnom papiru u svetu danas, 2005/2006 je ta brojka bila 1890 tona godišnje (u Americi i zapadnoj Evropi), dok je ukupna proizvodnja bila procenjena na 1 150 000 tona godišnje. (Prema EPA izveštaju iz 2012-e.) Epoksi smole mogu a ne moraju sadržati BPA, a koriste se kao vezivo u nekim procedurama "vađenja živca" u zubarstvu.

## Identifikacija u plastikama
Plastična pakovanja su grubo podeljene u 7 kategorija u svrhu lakše reciklaže. U srbiji ne postoji obaveza proizvođača da naglašavaju da plastika sadrži BPA. "U opštem slučaju, plastike označene brojevima 1, 2, 3, 4, 5, i 6 nisu mnogo verovatne da sadrže BPA. Neke, mada ne sve plastike označene brojem 7 mogu sadržati BPA." Tip 7 je "ostalo" grupa, pa tu spadaju i polikarbonati (nekada označeni sa "PC" ispod simbola za reciklažu) i premazi za konzerve uglavnom koriste BPA kao monomer. Tip 3 (PVC) može da sadrži BPA kao antioksidant u "savitljivom PVC-u" omekšanom plastifikatorima, ali ne i tvrdi PVC kao što su cevi, prozori is sl.

## Istorija
Bisfenol A je otkrio Ruski hemičar Aleksandr Dianin 1891-e.
Prema istraživanjima naučnika iz Bajera i Dženeral elektrika, BPA se koristi još od 1950-ih radi stvrdnjavanja polikarbonata i proizvodnje epoxi smola, koje se koriste kao film u proizvodnji prehrambenih konzervi.
Ranih 1930-ih, Britanski biohemičar Edvard Čarls Dods je testirao BPA kao veštački estrogen, i našao da je ovaj 37 000 puta manje efikasan od estradiola. Dods je kasnije razvio Dietilstilbestrol (DES), koji se koristio kao sintetički estrogen za žene i životinje dok nije zabranjen zbog povećanog rizika od raka; zabrana upotrebe DES na ljudima je uvedena 1971-e a na životinjama 1979-e. BPA nikada nije bio korišćen kao lek. Svojstvo BPA da oponaša efekte prirodnog estrogena potiče od sličnosti Fenol grupa prisutnih i na BPA i na estradiolu, koje omogućavaju ovom molekulu da pokrene estrogene funkcije u telu.
1997-e, su prvi put uočeni negativni efekti BPA u malim količinama na laboratorijskim životinjama. Moderna istraživanja su našla moguće veze između BPA i zdravstvenih problema tokom trudnoće i razvoja ploda. Od 2014-e, vodi se aktivna rasprava na temu da li BPA treba zabraniti ili ne.
Istraživanje iz 2007-e se bavila vezom između BPA i estrogen-vezanog receptora γ (ERR-γ). Ovaj orfan receptor (nepoznati endogeni ligand) se ponaša kao konstitutivni aktivator transkripcije. BPA se čvrsto vezuje za ERR-γ (konstanta disocijacije = 5.5 nM), ali ne za estrogenski receptor (ER). BPA vezan za ERR-γ ne narušava njegovu osnovnu konstitutivnu aktivnost. Takođe može da ga zaštiti od deaktivacije pomoću selektivnog modulatora estrogenskog receptor 4-hidroksitamoksifena. Ovo je verovatno mehanizam po kom se BPA ponaša kao ksenoestrogen. Različite ekspresije ERR-γ u različitim delovima tela su verovatan razlog različite manifestacije BPA. Npr, ERR-γ je u placenti prisutan u visokim količinama, objašnjavajući akumulaciju BPA u ovom tkivu.

## Farmakokinetika
Farmakokinetika BPA se znatno proširila od 2010. U Americi Nacionalni Institut za Ekološko Zdravlje (NIEHS) i FDA su sarađivali u cilju što boljeg razumevanja unutarnje izloženosti ljudi. Njihov editorijal iz 2013 u "Environmental Health Perspectives", autori Linda Birnbaum, Direktor NIEHS, Džejson Ongst iz FDA, Tadius Šug iz NIEHS i Džesi Gudman, tadašnji glavni naučnik u FDA su zaključili, "rezultati našeg zajedničkog istraživanja su se pokazala [..] značajnim u [..] razumevanju principa na koji je BPA [..] obrađen u telu. Ovo je [..] umanjilo ključne nepoznanice u vezi [..] nivoa tolerantne ljudske izloženosti. Na primer, otkrili smo da mladi i novorođeni glodari ispoljavaju značajnu razliku u metaboličkim sposobnostima koje su vezane za godine, što ima za posledicu da oni nisu u stanju da metabolizuju BPA jednako dobro kao i odrasli glodari te su izloženi većim unutrašnjim dozama; ovo nije slučaj kod primata (ne uključujući ljude). Višestruka farmakokinetička istraživanja na majmunima, što je podržano preliminarnim ispitivanjima na ljudima, su pokazala, da novorođeni i mladi primati, metabolizuju BPA BPA na nivou jednakom, ili vrlo bliskom onom kod odraslih jedinki. [..] potencijal fetalne izloženosti je značajno umanjen majčinom metaboličkom sposobnošću, i fetus može efikasno da metabolizuje BPA."

## Efekti na zdravlje
Prvi dokazi o estrogeničnosti BPA potiču od eksperimenata na pacovima iz 1930-ih, ali nalazi o negativnim efektima male količine BPA na laboratorijske životinje nisu izneti javno sve do 1997.
Bisfenol A je endokrini disruptor koji oponaša estrogen i pokazalo se da ima negativne efekte na zdravlje u ogledima na životinjama. Preciznije, bisfenol A oponaša strukturu i funkciju estradiola sa sposobnošću da se veže za, i aktivira isti receptor kao i prirodni hormon.. Rane faze razvoja su se pokazale kao najosetljivije na BPA, i neke studije su povezale prenatalnu izloženost sa kasnijim fizičkim i neurološkim smetnjama. Regulatorna tela su zadala bezbedne nivoe za ljude, ali su ti nivoi sada preispitivani usled novih naučnih studija.
Experti iz oblasti endokrinih disruptora su 2010-e izneli oprečnu tvrdnju kako opšta populacija može da oseti štetne efekte od trenutnih nivoa BPA. 2009-e, "enokrino društvo" je objavilo izveštaj navodeći nepovoljne efekte hemikalija koje vrše disrupciju žlezda, i kontroverze vezane za BPA.
FDA je 2012-e zabranila u flašicama za bebe, mada je "Ekološka radna grupa (Environmental Working Group)" zabranu opisala kao "kozmetičku" i istakla da "ako agencija (FDA) zaista želi da zaštiti ljude od izloženosti ovoj toksičnoj hemikaliji povezanoj sa brojnim ozbiljnim, i hroničnim oboljenjima, ona bi zabranila BPA u konzervama dečije hrane i pića". Savet za očuvanje prirodnih resursa je opisao potez kao neadekvatan, tvrdeći da FDA treba da zabrani BPA iz svih pakovanja hrane. Predstavnik FDA je dao izjavu u kojoj tvrdi da odluka FDA nije bazirana na bezbednosti BPA i da agencija i dalje smatra da je BPA bezbedan u proizvodima koji sadrže hranu."
Američka agencija za zaštitu životne sredine (Environmental Protection Agency, EPA) je takođe mišljenja da BPA ne predstavlja ozbiljan zdravstveni problem. 2011-e, Endrju Vejdž, glavni naučnik agencije za prehrambene standarde Ujedinjenog Kraljevstva, je prokomentarisao nalaze iz Američke studije iz 2011 o izloženosti odraslih ljudi BPA kroz hranu, i zaključio, "ovo je u skladu sa nalazima ostalih hezavisnih studija i pridodaje dokazima da se BPA naglo apsorbuje, detoksikuje, i izbacuje iz ljudskog tela, dakle ne predstavlja povod za zabrinutost." U istraživanju iz 2011 u Americi, 20 subjekata je bilo testirano na BPA svaki sat, 24 sata, konzumirajući 3 obroka koji su svi bili konzervirana hrana. Ipak, ovo istraživanje je bilo kritikovano zbog nedovoljnih podataka, i krivih pretpostavki.
Od 2014, 12 Američkih država je zabranilo upotrebu BPA u bočicama za bebi hranu i posudama u kojima se hrana prodaje.

### Zaključci Američkog ekspertskog panela
2006-e, Američka vlada je finansirala procenu naučne literature o BPA. 38 stručnjaka iz oblasti koje imaju vezu sa Bisfenolom A su se okupili na Čapel Hilu, u Severnoj Karolini da preispitaju nekoliko stotina studija na temu BPA, mnoge od kojih su obavili samo članovi grupe. Na kraju sastanka, grupa je iznela zajednički zaključak, po kome "BPA u količinama u kojima se sreće u ljudskom telu je povezan sa organizacionim promenama na prostati, grudima, testisima, mlečnim žlezdama, telesnoj masi, strukturi i hemiji mozga, kao i ponašanjem laboratorijskih životinja." Čapel Hil konsenzus je bio taj da su nivoi BPA u prosečnom ljudskom telu iznad onih koji izazivaju ozbiljne smetnje na mnogim laboratorijskim životinjama. Primećeno je još i to, da iako BPa ne postoju u prirodi, niti se prirodno javlja u ljudskom telu, biomonitoring ukazuje da je izloženost ljudi BPA je neprestana. Ovo predstavlja problem jer se akutna izloženost životinja koristi za procenu prosečne ljudske izloženosti BPA, i ni jedna studija nije pratila farmakokinetiku na životinjskim modelima sa kontinualnom niskom izloženošću. Autori su još dodali da merenja BPA nivoa u serumu i ostalim telesnim fluidima sugerišu mogućnost da je unos BPA mnogo viši nego što se očekuje, ili da se BPA akumulira u telu pod određenim okolnostima, kao npr pri trudnoći.
Izveštaj iz 2008-e Centra za procenu rizika po ljudsku reprodukciju, u okviru Američkog Nacionalnog toksikološkog programa, koji je deo Nacionalnog instituta za ekološko zdravlje, je imao "neke zabrinjavajuće nalaze", da su bebe pod rizikom od izloženosti BPA. Zaključili su da, "u odnosu na trenutne procene o izloženosti opšte populacije BPA u Americi" sledeće: 
1. Za trudnice i fetuse, ekspertski panel je našao da su različiti nivoi problematični u različitim fazama razvoja, i to: 
  - Za neurološke i efekte na ponašanje, postoji određena briga
  - Za efekte na prostatu, minimalna briga
  - Za efekte na moguć ubrzan pubertet, minimalna briga
  - Za defekte i malformacije, zanemarljiva briga
2. Za bebe i decu, panel daje sledeće nivoe zabrinutosti za biološke procese na koje bi BPA mogao imati uticaja: 
  - Izvesna zabrinutost u vezi neuronskog i efekata na ponašanje
  - minimalna zabrinutost u vezi uticaja na preuranjeni pubertet
3. Za odrasle, zanemarljiva briga za nepovoljne efekte na reproduktivno zdravlje pri standardnoj izloženosti BPA. Za grupe koje su izložene BPA u vrlo velikim količinama, npr ljudi koje posao dovodi u kontakt sa velikim količinama BPA, nivo zabrinutosti je podignut na "minimalan".[19]‍:382–3[73]

### Gojaznost
Endokrini disruptori, poput bisfenola A (koji je monomer polikarbonatne plastike), može da optereti Neuronske mreže koje regulišu ishranu, što je predloženo kao mogući uzročnik povećanog rizika od gojaznosti.
BPA deluje tako što oponaša funkciju prirodnog hormona 17 beta-estradiola. U prošlosti se smatralo da je sposobnost BPA da oponaša ovu funkciju slaba, ali nova istraživanja pokazuju da zapravo ima snažne efekte. Kada se BPA veže za estrogen receptore izaziva alternativni estrogenski efekat koji počinje izvan nukleusa. Pokazalo se da ova izmenjena metabolička putanja koju izaziva BPA, menja metabolizam glukoze i lipida na laboratorijskim životinjama.
Istraživanje iz 2013-e je otkrilo vezu između koncentracije BPA u urinu i BMI kod dece i odraslh između 6 i 19 godina. Gojaznost nije bila povezana ni sa jednim drugim Fenolom iz okoline, kao npr oni koji se nalaze u sapunima i kremama za sunčanje. Ovi rezultati potvrđuju vezu između BPA i gojaznosti. Iako je otkriveno nekoliko veza, molekulski mehanizam ovog uticaja i dalje nije poznat.
Kod organizama koji se razvijaju, efekti se mogu javiti i pri koncentracijama koji su znatno niži od onih koji bi imali štetan efekat na odrasle. Istraživanja su pokazala da perinatalna izloženost laboratorijskih životinja niskim koncentracijama BPA, izaziva feminizaciju muških beba.
BPA ispoljava različite efekte tokom različitih faza razvoja. Kod odraslih, BPA utiče na osetljivost na insulin i oslobađanje insulina bez uticaja na kilažu. Izloženost tokom trudnoće utiče i na majku i na plod kasnije u životu. Tokom trudnoće i laktacije (perinatalno), BPA izaziva metaboličke izmene kao npr gojenje. Efekti u toku detinjstva i puberteta još nisu istraživani.
Efekti na beta ćelije pankreasa su značajni jer im je funkcija da čuvaju i oslobađaju insulin, hormon koji ima ključnu ulogu u regulaciji nivoa šećera u krvi. Istraživanje na životinjama iz 2006 je pokazalo vezu između estrogena iz okoline i rezistencije na insulin. Miševima je bio ubrizgan BPA da bi oponašao koncentracije u plazmi tokom poodmakle trudnoće. Utvrđeno je da BPA imitira sex hormon 17B-estradiol, koji dovodi do porasta insulina i kasnije do rezistencije što opet može dovesti do tip 2 dijabetesa i povišenog krvnog pritiska.

### Neurološki efekti
Panel koji je organizovao Američki Nacionalni Toksikološki Program (NTP) je utvrdio da postoje izvesne opasnosti od BPA uticaja na razvoj mozga fetusa i beba. Na osnovu ovog izveštaja, Januara 2010, FDA je izrazila isti nivo zabrinutosti.
2007-e je zaključeno da treba smatrati da BPA, kao i ostali ksenoestrogenie, može uticati na nervni sistem, i da može uticati na nj. funkciju kroz brojne putanje. Studija na miševima iz 2008 je pokazala da izloženost majke niskim dozama BPA može izazvati dugoročne posledice na neurobehavioralni razvoj. Istraživanje na životinjama iz 2008-e je pokazalo da neonatalna izloženost BPA može uticati na seksualno dimorfnu morfologiju mozga (razlika u morfologija mozga između polova) i na neuralne fenotipe kod odraslih miševa.
Ispitivanje iz 2009-e je podiglo zabrinuost oko uticaja koji BPA ima na anteroventralni periventrikularni nukleus.
Ispitivanje iz 2008-e je pokazalo da se nepoželjni neurološki efekti javljaju i kod primata (isključujući ljude) koji su redovno izloženi bisffenolu A u nivoima koji su ekvivalentni maximalnoj bezbednoj dozi prema EPA-i od 50 µg/kg/day. Ovo istraživanje je pokazalo na uticajnost BPA na ćelije mozga koje su vitalne za memoriju, učenje i raspoloženje.

#### Ometanje dopaminskog sistema
Ispitivanje iz 2008-e na ljudima je dovelo do zaključka da BPA oponaša estrogensku aktivnost i utiče na brojne dopaminske procese tako da pojačava aktivnost mezolimbičnog dopamina što rezultira u hiperaktivnosti, (ADHD).

### Tiroidna funkcija
A 2007 review concluded that bisphenol-A has been shown to bind to thyroid hormone receptor and perhaps has selective effects on its functions.
Ispitivanje hemikalija koje se javljaju u životnoj sredini i tiroidne funkcije iz iz 2009-e izazvalo je zabrinutost zbog uticaja koji BPA ima na Trijodotironin i i zaključilo da "dostupni dokazi sugerišu da vladine agencije treba da regulišu hemikalije koje ometaju rad štitne žlezde, posebno gde se upotreba odnosi na trudnice, novorođenčad i malu decu".
Još jedno istraživanje iz 2009 takođe pokazuje da BPA ometa rad štitne žlezde.

### Istraživanje raka
Prema INFOSAN-u WHO-a, ispitivanja kancerogenosti su pokazale porast u slučajevima leukemije i testikularnih intersticijalnih tumora kod mužjaka pacova. Ipak, dodali su "ova ispitivanja se ne smatraju dovoljnim dokazom rizika od kancera zbog malih statističkih razlika incidentnosti u odnosu na kontrolnu grupu."
Ispitivanje 2010-e je dovelo do zaključka da bisfenol A može povećati rizik od raka.
Bar jedno istraživanje je pokazalo da BPA može da suzbije proces metilacije, koji je ključan u epigenetskim promenama.

## Literatura
- Clayden, Jonathan; Greeves, Nick; Warren, Stuart; Wothers, Peter (2001). Organic Chemistry (I изд.). Oxford University Press. ISBN 978-0-19-850346-0.
- Smith, Michael B.; March, Jerry (2007). Advanced Organic Chemistry: Reactions, Mechanisms, and Structure (6th изд.). New York: Wiley-Interscience. ISBN 0-471-72091-7.
- Katritzky A.R.; Pozharskii A.F. (2000). Handbook of Heterocyclic Chemistry (Second изд.). Academic Press. ISBN 0080429882.